# Lipotactes khmericus
Lipotactes khmericus är en insektsart som beskrevs av Andrej Vasiljevitj Gorochov 1998. Lipotactes khmericus ingår i släktet Lipotactes och familjen vårtbitare. Inga underarter finns listade i Catalogue of Life.